# Aphrissa statira
Espèce
Aphrissa statira est un insecte lépidoptère de la famille des Pieridae, de la sous-famille des Coliadinae et du genre Colias. Elle est l'espèce type pour le genre.

## Dénomination
- L'espèce Aphrissa statira a été décrite par Cramer en 1777, sous le nom initial de Papilio statira[1] et reclassée par  Butler, en 1873 dans le genre Aphrissa [2].

### Synonymie
- Callidryas statira (Bates, 1861)[3]
- Phoebis (Aphrissa) statira (Brown & Mielke, 1967) [4]

### Noms vernaculaires
Aphrissa statira  se nomme  Statira Sulphur ou Statira en anglais.

### Taxinomie
Il existe quatre Sous-espèces :
- Aphrissa statira statira au Mexique, au Guatemala, au Honduras, au Brésil, en Argentine et à la Martinique.

Synonymie pour cette sous-espèce
Papilio alcmeone (Cramer, 1777)
Colias evadne (Godart, 1819)
Callidryas jada (Butler, 1870)
Catopsilia statira pseudomas (Giacomelli, 1911)
Aphrissa statira jada alba (Brown, 1931)
- Aphrissa statira cubana (d'Almeida, 1939) à Cuba[8].
- Aphrissa statira floridensis (Neumoegen, 1891) en Floride [9].
- Aphrissa statira hispaniolae (Munroe, 1947) en République dominicaine.

## Description
Ce papillon est de couleur jaune avec une bande jaune plus clair en bordure des ailes sur le recto. Le verso est d'un jaune citron uniforme.
La femelle présente une fine bordure noire et une tache noire à l'apex de ses antérieures.

### Chenille
Elles sont de couleur variable.

## Biologie

### Période de vol
Il semble voler toute l'année mais dans des lieux différents du fait de ses migrations.

### Plantes hôtes
Les plantes hôtes de sa chenille sont diverses comme chez la plupart des papillons migrateurs : Entada gigas à la Jamaïque, Melicoccus bijugatus à Porto Rico, Dalbergia ecastaphyllum, Callichamys latifolia, Cassia, Dalbergia, Calliandra en Floride,.

## Écologie et distribution
Il est présent au Mexique et en Floride, en Amérique centrale, au Guatemala, au Honduras, à Cuba, en Martinique, en République dominicaine, et en Amérique du Sud au Brésil et en Argentine.
C'est un  migrateur régulier depuis l'Argentine jusqu'au sud du Texas et de la Floride.

### Biotope
Il s'accommode de divers lieux, jardins, forêts, prairies.

### Protection
Il n'a pas de statut de protection particulière.

## Sujet d'étude
Il a été choisi pour tester l'existence d'une boussole interne chez les papillons migrateurs et il a été montré qu'au Panama un champ magnétique artificiel perturbe le vol d'Aphrissa statira.